# Caularthron kraenzlinianum
Caularthron kraenzlinianum är en orkidéart som beskrevs av Henry Gordon Jones. Caularthron kraenzlinianum ingår i släktet Caularthron och familjen orkidéer. Inga underarter finns listade i Catalogue of Life.